# Kwakoegron
Kwakoegron (ou Kwakoegrob) é uma cidade do Suriname, localizada no distrito de Brokopondo, a 58 metros acima do nível do mar.